# Jules Machard
Pour les articles homonymes, voir Machard.
 (janvier 2012).
Jules Machard né à Sampans le 22 septembre 1839 et mort à Meudon le 27 septembre 1900 est un peintre français.
Peintre d'histoire et portraitiste, il connut un succès d'estime, particulièrement dans ce dernier genre.

## Biographie

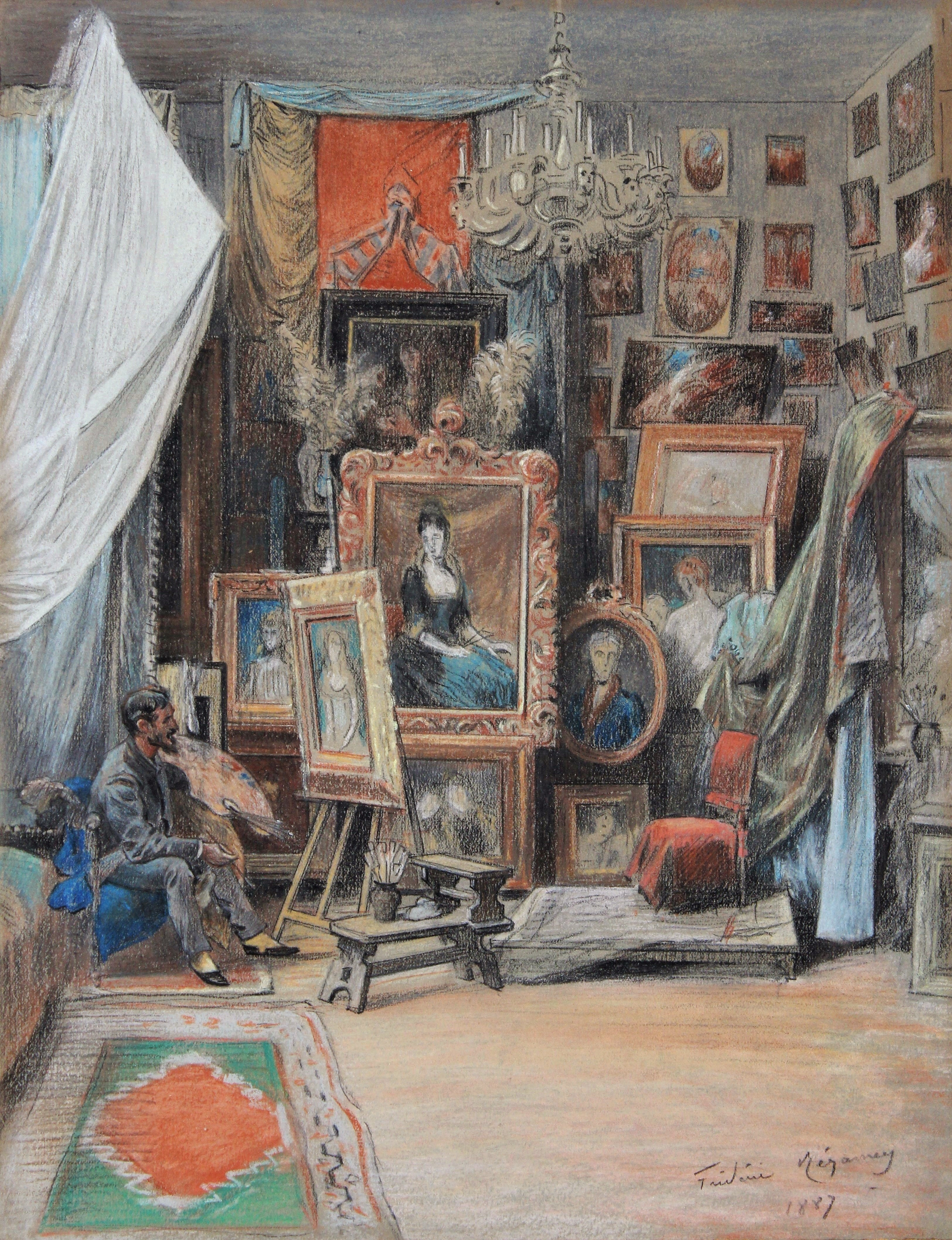
L’Atelier du peintre Jules Machard en 1887, pastel de Frédéric Régamey

Jules Louis Machard est né à Sampans (Jura) le 22 septembre 1839. Élève d'Émile Signol et d'Ernest Hébert aux Beaux-Arts de Paris, il obtient le prix de Rome de peinture d'histoire en 1865 pour Orphée aux Enfers. Il expose un grand nu, Angélique attachée au rocher, au Salon de 1869 (musée des Beaux-Arts de Dole).
Ses œuvres sont conservées aux musées de Dole, Besançon, Strasbourg, Chartres et Rouen.
Il meurt le 27 septembre 1900 à Meudon (Hauts-de-Seine) au 5, avenue Mélanie, dans la propriété Gondoin, sa belle-famille. Il est inhumé à Meudon au cimetière des Longs Réages, dans un cénotaphe réalisé par son oncle, le sculpteur Gustave Crauk (1827-1905).

## Œuvres dans les collections publiques
- Besançon, musée des Beaux-Arts.
- Chartres, musée des Beaux-Arts : Narcisse et la Source, toile, 167 × 224 cm, exposé au salon de 1872, don du ministère des Beaux-Arts en 1876[5].
- Dole, musée des Beaux-Arts : Angélique attachée au rocher (1869).
- Paris, église Notre-Dame-de-la-Croix de Ménilmontant, chapelle absidiale : Scènes de la vie de la Vierge Marie, vers 1875, quatre tableaux.
- Rouen, musée des Beaux-Arts.
- Strasbourg, musée des Beaux-Arts.

Œuvres de Jules Machard
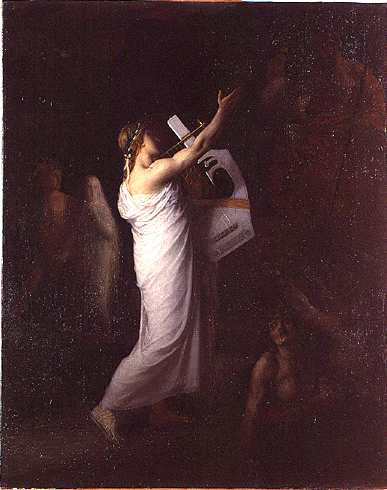
Orphée descendu aux enfers (1865), Paris, École nationale supérieure des beaux-arts.
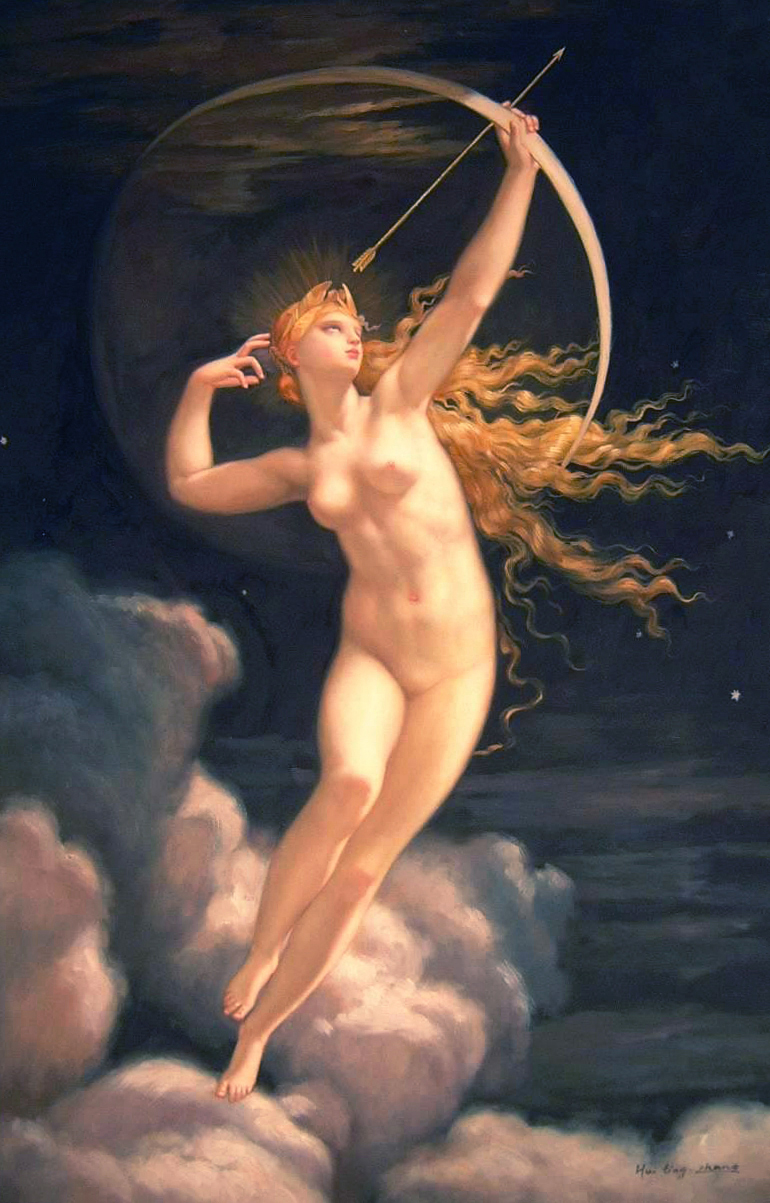
Séléné (1874), Tainan, musée Chimei.
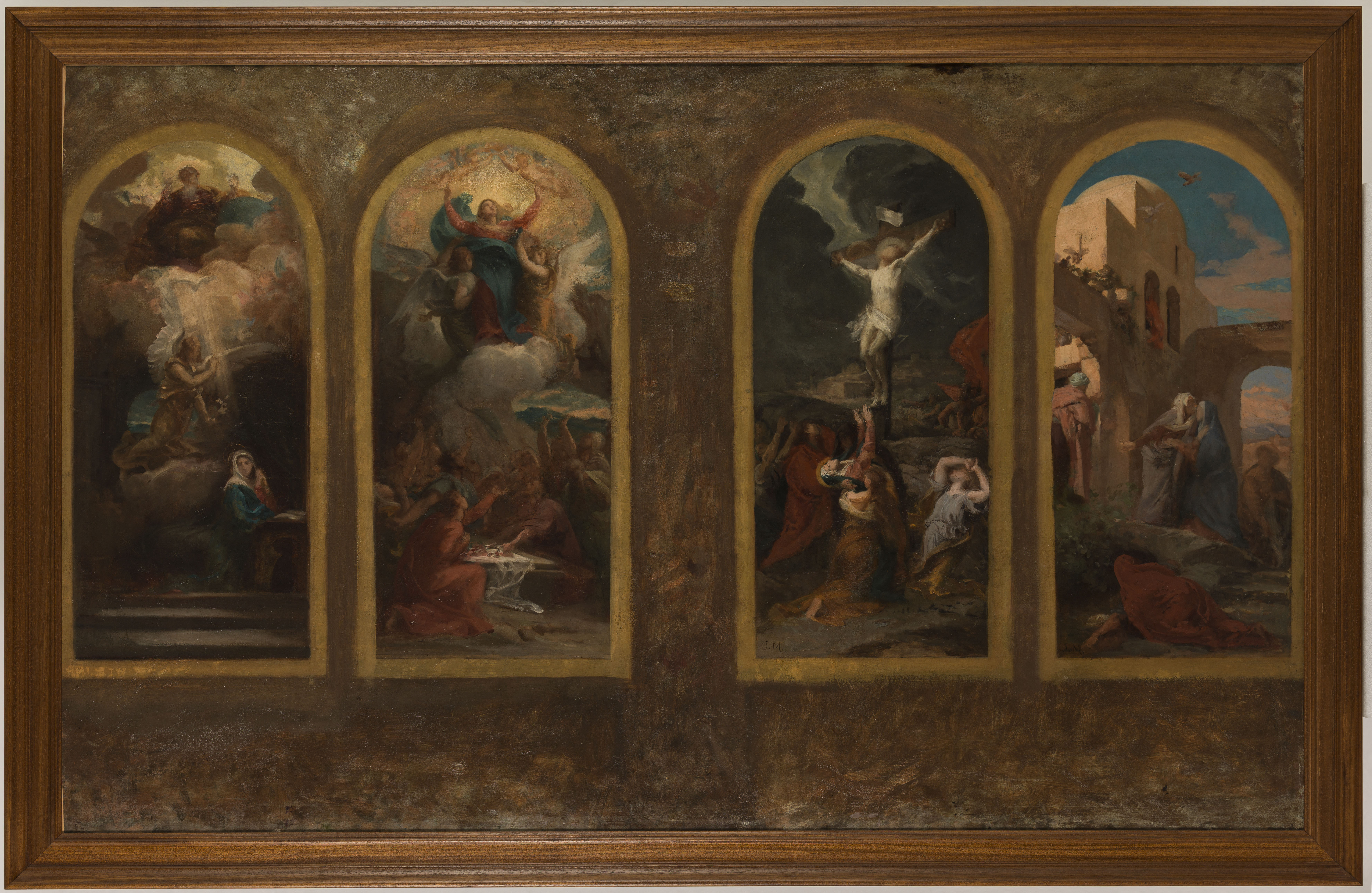
Esquisse pour l'église Notre-Dame-de-la-Croix de Ménilmontant : Annonciation - Assomption - Stabat Mater - Visitation (vers 1875), Paris, Petit Palais.
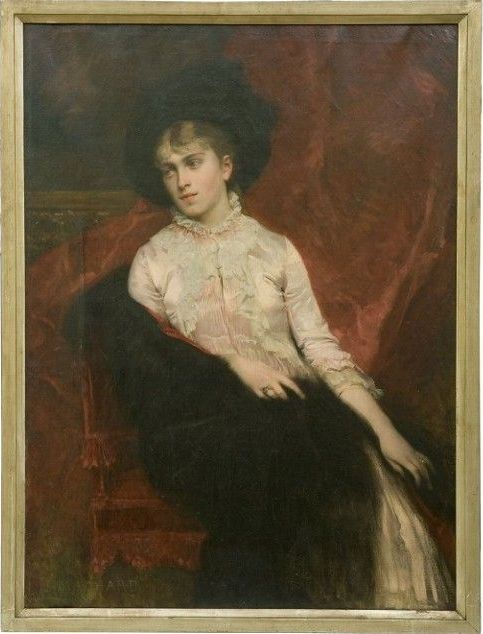
Portrait de Mme Lippmann, née Alexandre-Dumas (1882), Villers-Cotterêts, musée Alexandre-Dumas.

## Élèves
- Esther Huillard
- Alexandre Jean-Baptiste Brun